# Lissospira abyssicola
Lissospira abyssicola is een slakkensoort uit de familie van de Skeneidae. De wetenschappelijke naam van de soort is voor het eerst geldig gepubliceerd in 1897 door Bush.